# Tarapacá (vùng)

Cảnh quan gần Collahuasi, Tarapacá.

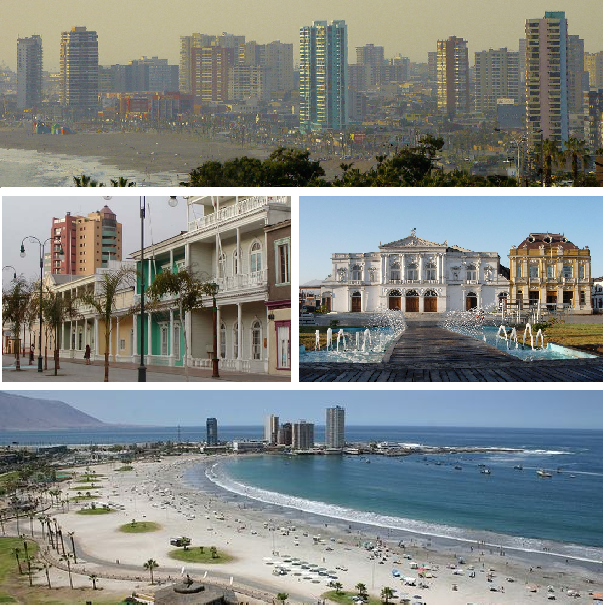
Iquique

Vùng Tarapacá (tiếng Tây Ban Nha: Región de Tarapacá, phát âm là [taɾapaˈka]) là một trong 16 đơn vị hành chính cấp một của Chile. Vùng này bao gồm hai tỉnh, Iquique và Tamarugal. Nó giáp với Vùng Arica và Parinacota của Chile ở phía bắc, vùng Ocuro và tỉnh Potosí của Bolivia ở phía đông, Vùng Antofagasta của Chile ở phía nam và Thái Bình Dương ở phía tây. Thành phố cảng Iquique là thủ phủ của khu vực.
Phần lớn khu vực này từng là tỉnh Tarapacá của Peru, được Chile sáp nhập theo Hiệp ước Ancón năm 1883 khi chiến tranh Thái Bình Dương kết thúc. Khu vực này có vị trí quan trọng về mặt kinh tế như một địa điểm khai thác muối mặn dữ dội, trước khi sản xuất nitrat tổng hợp trở nên khả thi. Một số thị trấn khai thác bị bỏ hoang vẫn có thể được tìm thấy trong khu vực.
Vùng Tarapacá ngày nay được thành lập vào năm 2007 bằng cách chia nhỏ vùng Tarapacá trước đây theo Luật số 20,175 do Tổng thống Michelle Bachelet ký ở Arica.